# Кирога, Аранца
Аранца Кирога Сиа (баск. Arantza Quiroga Cia 26 июля 1973) — член Баскского парламента VII-X созыва. Глава парламента Страны Басков (3 апреля 2009—20 ноября 2012).

## Биография
Родилась 26 июля 1973 года в Ирун, Гипускоа, Страна Басков. Хотя семья её матери говорила с ней на баскском языке, когда она была маленькой, Кирога не говорит на нем, хотя и понимает его. Её мать хотела, чтобы она проголосовала за Баскскую националистическую партию , когда достигнет совершеннолетия, но она выразила предпочтение Народной партии.
25 ноября 1998 года стала депутатом VII созыва парламента Страны Басков. 3 апреля 2009 года избрана главой парламента от Народной партии Испании в автономии Страны Басков.На парламентских выборах 2009 года в Басках она был лидером списка Народной партии Гипускоа и была избран председателем парламента. Узнав о её кандидатуре на пост президента баскского парламента, Кирога заявила в интервью, что принадлежит к «консервативному крылу ПП» Позже, будучи председателем парламента, она пояснила, что такое отождествление было следствием того, что она была католичкой, обнародовала это и пыталась соответствовать указанной религии
В мае 2013 года она была назначена президентом Народной партии Страны Басков. В октябре 2015 года в предложении, представленном баскскому парламенту о создании рабочей группы по свободе и сосуществованию, Кирога утверждала, что достаточно попросить левых националистов отвергнуть насилие ЭТА вместо того, чтобы осудить его испанское руководство Члены Народной партии не согласились с этим, и Кирога подал в отставку с поста президента.
Она также заявляет, что выступает против абортов и защитницей жизни, утверждая, что плод является человеком с момента зачатия.